# جيمس إشام غيلبرت
جيمس إشام غيلبرت (بالإنجليزية: James Isham Gilbert)‏ هو ضابط أمريكي، ولد في 16 يوليو 1823 في لويفيل في الولايات المتحدة، وتوفي في 9 فبراير 1884 في توبيكا في الولايات المتحدة.